# 菅野宏紀
菅野 宏紀（かんの ひろき、1965年2月27日 - ）は、日本の男性アニメーター、キャラクターデザイナーである。

## 主な作品

### テレビアニメ
1980年代
- めぞん一刻（1986年 - 1987年、原画）
- 北斗の拳（1987年、原画）
- 北斗の拳2（1987年、原画）
- F-エフ（1988年、原画）
- らんま1/2（1989年、原画）
- らんま1/2 熱闘編（1989年、原画）

1990年代
- THE八犬伝（1990年、原画）
- ふしぎの海のナディア（1990年 - 1991年、原画）
- 機動戦士ガンダム0083 STARDUST MEMORY（1991年 - 1992年、作画監督）
- 宇宙の騎士テッカマンブレード（1992年、原画）
- 幽☆遊☆白書（1992年 - 1994年、作画監督・原画）
- 獣兵衛忍風帖（1993年、原画）
- 幽☆遊☆白書 冥界死闘篇 炎の絆（1994年、キャラクターデザイン・総作画監督）
- 機動武闘伝Gガンダム（1994年、作画監督）
- とっても!ラッキーマン（1994年 - 1995年、原画）
- ふしぎ遊戯（1995年、作画監督）
- NINKU -忍空-（1995年 - 1996年、原画）
- 新世紀エヴァンゲリオン（1995年 - 1996年、原画）
- 天空のエスカフローネ（1996年、作画監督）
- CLAMP学園探偵団（1997年、作画監督）
- 機動戦士ガンダム 第08MS小隊（1997年、原画）
- バルクスラッシュ（1997年、作画監督）
- 機動戦士ガンダム 第08MS小隊 ミラーズ・リポート（1998年、原画）
- カウボーイビバップ（1998年 - 1999年、作画監督・原画）

2000年代
- デジモンアドベンチャー02 ディアボロモンの逆襲（2000年、原画）
- 機巧奇傳ヒヲウ戦記（2000年 - 2001年、OP原画・作画監督）
- 機動天使エンジェリックレイヤー（2001年、作画監督・作画監督補佐）
- ラーゼフォン（2002年、アニメーションキャラクターデザイン・作画監督・第一原画）
- WOLF'S RAIN（2003年、作画監督）
- ラーゼフォン 多元変奏曲（2003年、アニメーションキャラクターデザイン・総作画監督
- 鋼の錬金術師（2003年 - 2004年、OP原画・作画監督）
- KURAU Phantom Memory（2004年、作画監督）
- 交響詩篇エウレカセブン（2005年、作画監督）
- 桜蘭高校ホスト部（2006年、作画監督・原画）
- ストレンヂア 無皇刃譚（2007年、原画）
- ソウルイーター（2008年、作画監督）
- 鋼の錬金術師 FULLMETAL ALCHEMIST（2009年、キャラクターデザイン・作画監督・OP3作画監督・OP4作画監督・ED2作画監督）

2010年代
- GOSICK -ゴシック-（2011年、作画監督補佐）
- NO.6（2011年、作画監督・原画）
- UN-GO（2011年、作画監督）
- 絶園のテンペスト（2012年 - 2013年、総作画監督・OP作画監督・ED2作画監督）
- ノラガミ（2014年、OP原画）
- キャプテン・アース（2014年、作画監督・原画）
- 棺姫のチャイカ（2014年、作画監督）
- SHOW BY ROCK!!（2015年、作画監督・原画）
- 赤髪の白雪姫（2015年、作画監督）
- 文豪ストレイドッグス（2016年、総作画監督）
- 僕のヒーローアカデミア（2018年、作画監督）

2020年代
- SK∞ エスケーエイト（2021年、総作画監督・作画監督）
- かつて魔法少女と悪は敵対していた。（2024年、作画監督）
- ガチアクタ（2025年、作画監督）

### 劇場アニメ
- 劇場版 鋼の錬金術師 シャンバラを征く者（2005年、作画監督・原画）

### Webアニメ
- A.I.C.O. Incarnation（2018年、作画監督）